# شیرآباد خواجه مسک
شیرآباد خواجه مسک روستایی در دهستان چشمه زیارت بخش مرکزی شهرستان زاهدان استان سیستان و بلوچستان ایران است.

## جمعیت
بر پایه سرشماری عمومی نفوس و مسکن در سال ۱۳۹۵ جمعیت این مکان ۳۵ نفر (۹خانوار) بوده‌است.